# Scud Race
Scud Race (Sega Super GT en Amérique du Nord) est un jeu de course développé par Sega-AM2 et édité par Sega uniquement sur borne d'arcade (Model 3) en 1996,,,,. Un portage sur Saturn est planifié, puis reporté sur Dreamcast où une démo est distribuée à la presse, mais le jeu ne voit jamais le jour.

## Scud Race Plus
Scud Race Plus est une version améliorée sortie uniquement au Japon en 1997, qui comporte notamment la possibilité de courir sur les pistes inversées, ou un nouveau niveau débutant sur un circuit ovale situé dans une chambre d'enfant, avec des véhicules atypiques comme un bus, un tank ou une voiture en forme de chat,.